# Bóng rổ tại Thế vận hội Mùa hè 2024
Bóng rổ tại Thế vận hội Mùa hè 2024 được tổ chức ở Paris, Pháp từ ngày 27 tháng 7 đến ngày 11 tháng 8 năm 2024. Các trận đấu vòng bảng thuộc nội dung 5×5 sẽ được tổ chức tại Sân vận động Pierre-Mauroy ở Lille, và vòng cuối cùng được tổ chức tại Accor Arena ở Paris. Các trận đấu thuộc nội dung 3×3 được tổ chức tại Quảng trường Concorde.

## Huy chương

### Bảng tổng sắp huy chương
| Hạng               | NOC                | Vàng | Bạc | Đồng | Tổng số |
| ------------------ | ------------------ | ---- | --- | ---- | ------- |
| Tổng số (0 đơn vị) | Tổng số (0 đơn vị) | 0    | 0   | 0    | 0       |

### Nội dung thi đấu
| Nội dung | Vàng | Bạc | Đồng |
| -------- | ---- | --- | ---- |
| Nam      |      |     |      |
| Nữ       |      |     |      |
| Nam 3×3  |      |     |      |
| Nữ 3×3   |      |     |      |

## Danh sách các đội tuyển đã vượt qua vòng loại
| Quốc gia           | 5×5 | 5×5 | 3×3 | 3×3 | Vận động viên |
| Quốc gia           | Nam | Nữ  | Nam | Nữ  | Vận động viên |
| ------------------ | --- | --- | --- | --- | ------------- |
| Úc                 | Yes | Yes |     |     | 24            |
| Bỉ                 |     | Yes |     |     | 12            |
| Canada             | Yes | Yes |     |     | 24            |
| Trung Quốc         |     | Yes | Yes | Yes | 20            |
| Pháp               | Yes | Yes |     | Yes | 28            |
| Đức                | Yes | Yes |     |     | 24            |
| Nhật Bản           | Yes | Yes |     |     | 24            |
| Nigeria            |     | Yes |     |     | 12            |
| Puerto Rico        |     | Yes |     |     | 12            |
| Serbia             | Yes | Yes | Yes |     | 28            |
| Nam Sudan          | Yes |     |     |     | 12            |
| Tây Ban Nha        |     | Yes |     |     | 12            |
| Hoa Kỳ             | Yes | Yes | Yes | Yes | 32            |
| Tổng cộng: 13 NOCs | 96  | 144 | 12  | 12  | 264           |

## Lịch thi đấu
| G | Vòng bảng | ¼ | Tứ kết | ½ | Bán kết | B | Tranh huy chương đồng | F | Tranh huy chương vàng |

| NgàyND  | Thứ 7 27/7 | CN 28/7 | Thứ 2 29/7 | Thứ 3 30/7 | Thứ 4 31/7 | Thứ 5 1/8 | Thứ 6 2/8 | Thứ 7 3/8 | Thứ 7 3/8 | CN 4/8 | CN 4/8 | Thứ 2 5/8 | Thứ 2 5/8 | Thứ 2 5/8 | Thứ 3 6/8 | Thứ 4 7/8 | Thứ 5 8/8 | Thứ 6 9/8 | Thứ 7 10/8 | Thứ 7 10/8 | CN 11/8 | CN 11/8 |
| ------- | ---------- | ------- | ---------- | ---------- | ---------- | --------- | --------- | --------- | --------- | ------ | ------ | --------- | --------- | --------- | --------- | --------- | --------- | --------- | ---------- | ---------- | ------- | ------- |
| Nam     | G          | G       |            | G          | G          |           | G         | G         | G         |        |        |           |           |           | ¼         |           | ½         |           | B          | F          |         |         |
| Nữ      |            | G       | G          |            | G          | G         |           | G         | G         | G      | G      |           |           |           |           | ¼         |           | ½         |            |            | B       | F       |
| Nam 3x3 |            |         |            | G          | G          | G         | G         |           |           | G      | ¼      | ½         | B         | F         |           |           |           |           |            |            |         |         |
| Nữ 3x3  |            |         |            | G          | G          | G         | G         | G         | ¼         |        |        | ½         | B         | F         |           |           |           |           |            |            |         |         |

## Bóng rổ 5×5

### Vòng loại
Mỗi quốc gia thành viên trực thuộc Ủy ban Olympic Quốc gia chỉ được phép tham dự với một đội tuyển nam và một đội tuyển nữ, mỗi quốc gia thành viên phải có tối đa 12 vận động viên.

#### Vòng loại Nam
| Quá trình vòng loại                        | Quá trình vòng loại                        | Ngày diễn ra                     | Địa điểm               | Số suất tham dự | Các đội tuyển vượt qua vòng loại |
| ------------------------------------------ | ------------------------------------------ | -------------------------------- | ---------------------- | --------------- | -------------------------------- |
| Quốc gia chủ nhà                           | Quốc gia chủ nhà                           | —                                | —                      | 1               | Pháp                             |
| Giải vô địch bóng rổ thế giới 2023         | Châu Phi                                   | 25 tháng 8 – 10 tháng 9 năm 2023 | Manila Okinawa Jakarta | 1               | Nam Sudan                        |
| Giải vô địch bóng rổ thế giới 2023         | Châu Mỹ                                    | 25 tháng 8 – 10 tháng 9 năm 2023 | Manila Okinawa Jakarta | 2               | Canada                           |
| Giải vô địch bóng rổ thế giới 2023         | Châu Mỹ                                    | 25 tháng 8 – 10 tháng 9 năm 2023 | Manila Okinawa Jakarta | 2               | Hoa Kỳ                           |
| Giải vô địch bóng rổ thế giới 2023         | Châu Á                                     | 25 tháng 8 – 10 tháng 9 năm 2023 | Manila Okinawa Jakarta | 1               | Nhật Bản                         |
| Giải vô địch bóng rổ thế giới 2023         | Châu Âu                                    | 25 tháng 8 – 10 tháng 9 năm 2023 | Manila Okinawa Jakarta | 2               | Đức                              |
| Giải vô địch bóng rổ thế giới 2023         | Châu Âu                                    | 25 tháng 8 – 10 tháng 9 năm 2023 | Manila Okinawa Jakarta | 2               | Serbia                           |
| Giải vô địch bóng rổ thế giới 2023         | Châu Đại Dương                             | 25 tháng 8 – 10 tháng 9 năm 2023 | Manila Okinawa Jakarta | 1               | Úc                               |
| Giải đấu vòng loại Thế vận hội Mùa hè 2024 | Giải đấu vòng loại Thế vận hội Mùa hè 2024 | 2–7 tháng 7 năm 2024             | Valencia               | 1               | Tây Ban Nha                      |
| Giải đấu vòng loại Thế vận hội Mùa hè 2024 | Giải đấu vòng loại Thế vận hội Mùa hè 2024 | 2–7 tháng 7 năm 2024             | Riga                   | 1               | Brasil                           |
| Giải đấu vòng loại Thế vận hội Mùa hè 2024 | Giải đấu vòng loại Thế vận hội Mùa hè 2024 | 2–7 tháng 7 năm 2024             | Piraeus                | 1               | Hy Lạp                           |
| Giải đấu vòng loại Thế vận hội Mùa hè 2024 | Giải đấu vòng loại Thế vận hội Mùa hè 2024 | 2–7 tháng 7 năm 2024             | San Juan               | 1               | Puerto Rico                      |
| Tổng số đội tham dự                        | Tổng số đội tham dự                        | Tổng số đội tham dự              | Tổng số đội tham dự    | 12              |                                  |

#### Vòng loại Nữ
| Quá trình vòng loại                           | Ngày diễn ra                     | Địa điểm  | Số suất tham dự | Các đội tuyển vượt qua vòng loại |
| --------------------------------------------- | -------------------------------- | --------- | --------------- | -------------------------------- |
| Quốc gia chủ nhà                              | —                                | —         | 1               | Pháp                             |
| Giải vô địch bóng rổ nữ thế giới 2022         | 22 tháng 9 – 1 tháng 10 năm 2022 | Sydney    | 1               | Hoa Kỳ                           |
| Giải đấu vòng loại nữ Thế vận hội Mùa hè 2024 | 8–11 tháng 2 năm 2024            | Tây An    | 2               | Trung Quốc                       |
| Giải đấu vòng loại nữ Thế vận hội Mùa hè 2024 | 8–11 tháng 2 năm 2024            | Tây An    | 2               | Puerto Rico                      |
| Giải đấu vòng loại nữ Thế vận hội Mùa hè 2024 | 8–11 tháng 2 năm 2024            | Antwerp   | 2               | Bỉ                               |
| Giải đấu vòng loại nữ Thế vận hội Mùa hè 2024 | 8–11 tháng 2 năm 2024            | Antwerp   | 2               | Nigeria                          |
| Giải đấu vòng loại nữ Thế vận hội Mùa hè 2024 | 8–11 tháng 2 năm 2024            | Belém     | 3               | Úc                               |
| Giải đấu vòng loại nữ Thế vận hội Mùa hè 2024 | 8–11 tháng 2 năm 2024            | Belém     | 3               | Đức                              |
| Giải đấu vòng loại nữ Thế vận hội Mùa hè 2024 | 8–11 tháng 2 năm 2024            | Belém     | 3               | Serbia                           |
| Giải đấu vòng loại nữ Thế vận hội Mùa hè 2024 | 8–11 tháng 2 năm 2024            | Sopron    | 3               | Nhật Bản                         |
| Giải đấu vòng loại nữ Thế vận hội Mùa hè 2024 | 8–11 tháng 2 năm 2024            | Sopron    | 3               | Tây Ban Nha                      |
| Giải đấu vòng loại nữ Thế vận hội Mùa hè 2024 | 8–11 tháng 2 năm 2024            | Sopron    | 3               | Canada                           |
| Tổng cộng                                     | Tổng cộng                        | Tổng cộng | 12              |                                  |

## Bóng rổ 3×3

### Vòng loại

#### Vòng loại Nam
Bóng rổ tại Thế vận hội Mùa hè 2024 – Vòng loại Nam 3×3

#### Vòng loại Nữ
Bóng rổ tại Thế vận hội Mùa hè 2024 – Vòng loại Nữ 3×3